# Păcureți
Păcureți è un comune della Romania di 2 346 abitanti, ubicato nel distretto di Prahova, nella regione storica della Muntenia. 
Il comune è formato dall'unione di 5 villaggi: Bărzila, Curmătura, Matița, Păcureți, Slavu.